# 德意志工藝聯盟
德意志工作聯盟（德語：Deutscher Werkbund，簡稱DWB）是德国的一个艺术家、建筑师、设计师与实业家的联盟。其在现代建筑的发展中影响巨大，并导致包豪斯（Bauhaus）的出现。該聯盟於1907年成立於慕尼黑。

## 簡史
- 1907年：德意志工作聯盟於慕尼黑成立
- 1914年展覽：科隆工藝展
- 1924年展覽：柏林工業造型展
- 1926年：出版「造型」（Die Form）雜誌直至1934年
- 1927年展覽：斯圖加特工業造型展，魏森霍夫住宅展
- 1929年展覽：
  - 於布雷斯勞（Breslau）舉行工業造型展（WUWA）
  - 「膠卷與照片」（Film und Foto）—斯圖加特展，20年代前衛影像展
- 1932年展覽：維也納工業聯盟聚落
- 1938年：因國家社會主義而被納粹政府強迫解散
- 1947年：DWB於賴特重新成立
- 1952年：出版「工業與時間」（Werk und Zeit）雜誌
- 1972年：於柏林成立工作聯盟資料館，以二十世紀生活文化為主

## 相關人物
- 赫爾曼·穆特修斯（英语：Hermann Muthesius）
- 彼得·貝倫斯
- 莉莉·瑞希
- 瓦爾特·格羅佩斯